# Aranyosi Lajos
Aranyosi Lajos (1918–2002) magyar nemzetközi labdarúgó-játékvezető; szerszámkészítő lakatos.

## Pályafutása

### Labdarúgóként
A Kőbányai Drasche csapatának szakvezetői korán felismerték a fiatal labdarúgó tehetségét, eleinte a kapus, később a bal oldal minden pontján szerepeltették. Egymás után következtek a jobb csapatok, a FER-Vasutas majd az ÉDOSZ. Hihetetlen energiáját a kézilabdában is versenyszerűen "égette". 33 évesen hagyta abba az aktív sportolást. A Testnevelési Főiskolán megszerezte az edzői képesítést. A kőbányai KERÁMIA SC edzőjeként, a csapatot "felvitte" az NB III-ba. Közben eredményesen tekézett, ebben a sportágban is kimagasló teljesítményt nyújtott.

### Nemzeti játékvezetés
A főiskolai, edzői tanulmányok hívták fel figyelmét a játékszabályi hiányosságokra. Játékvezetésből 1952-ben Budapesten vizsgázott. A Budapesti Labdarúgó-szövetség által üzemeltetett labdarúgó bajnokságokban kezdte sportszolgálatát. Egy alkalommal a Fások–Tüker BLSZ II. osztályú mérkőzésre partbíróként küldték. A játékvezető nem jelent meg a mérkőzésen, szükség-játékvezetőként tevékenykedett. Mindenki, még a nézők is dicsérték. Idézést kapott a szövetségből, hogy jelenjen meg, ahol az ellenőr jelentése alapján "leszidták"! Elhatározta, hogy "csakazértis" megmutatja. Az Országos Tanács javaslatára1955-től NB II-es, 1959-től NB I-es játékvezető. Küldési gyakorlat szerint rendszeres partbírói szolgálatot is végzett. 1962-ben elérte a 47 éves korhatárt, de kérelmére "méltányosságból" tovább működhetett. NB I-es mérkőzéseinek száma: 72.
| Időpont            | Helyszín                          | Mérkőzés típusa          | Mérkőzés                       | Eredmény | Nézők száma |
| ------------------ | --------------------------------- | ------------------------ | ------------------------------ | -------- | ----------- |
| 1959. június 14.   | Városi Stadion, Dorog             | első NB I-es mérkőzése   | Dorogi FC–Szombathelyi Haladás | 1 – 1    | 5000        |
| 1968. december 15. | Felső Tisza-parti Stadion, Szeged | utolsó NB I-es mérkőzése | Szegedi AK–Egyetértés          | 0 – 1    | 200         |

### Nemzetközi játékvezetés
A Magyar Labdarúgó-szövetség JB terjesztette fel nemzetközi játékvezetőnek, a Nemzetközi Labdarúgó-szövetség (FIFA) 1962-től tartotta nyilván bírói keretében. Kettő ciklusban volt FIFA bíró, előbb 1962–1963, majd 1965–1966 között. Több nemzetek közötti válogatott, valamint Kupagyőztesek Európa-kupája és Vásárvárosok kupája klubmérkőzést vezetett, vagy működő társának partbíróként segített. 1964-ben Vízhányó László társával a Görög labdarúgó-szövetség JB felkérésére több bajnoki mérkőzést vezettek. A magyar nemzetközi játékvezetők rangsorában, a világbajnokság-Európa-bajnokság sorrendjében többedmagával a 21. helyet foglalja el 1 találkozó szolgálatával. A  nemzetközi játékvezetéstől 1966-ban búcsúzott. Válogatott mérkőzéseinek száma: 1.

#### Nemzetközi kupamérkőzések

##### Kupagyőztesek Európa-kupája
A Tottenham Hotspur FC csapatból kirívóan súlyos szabálysértés miatt a jobbszélső Greavest, a csapat sokszoros válogatott játékosát kiállította. A játékost a rendőrségnek sikerült az öltözőjébe vonszolnia. A mérkőzés végén derült ki, hogy 50 év óta nem állítottak ki játékost a Tottenham csapatból.
| Időpont           | Helyszín                    | Mérkőzés típusa | Mérkőzés                         | Eredmény |
| ----------------- | --------------------------- | --------------- | -------------------------------- | -------- |
| 1963. április 24. | Omladinski Stadion, Belgrád | egyik elődöntő  | OFK Beograd–Tottenham Hotspur FC | 1 – 2    |

### Sportvezetőként
A Pest megyei Labdarúgó-szövetség Játékvezető Bizottságának (JB) vezetője, játékvezető ellenőr. 1974-től a Magyar Labdarúgó-szövetség (MLSZ) JB országos ellenőre.

## Statisztika

### Nemzetközi válogatott mérkőzése
| #  | Dátum              | Helyszín                   | Hazai         | Eredmény | Vendég      | Kiírás       | Gólok | Esemény |
| -- | ------------------ | -------------------------- | ------------- | -------- | ----------- | ------------ | ----- | ------- |
| 1. | 1965. november 21. | Brno, Stadion Za Lužánkami | Csehszlovákia | 3 – 1    | Törökország | vb-selejtező | -     |         |
|    | Összesen           |                            |               | 1        | mérkőzés    |              |       |         |

## Külső hivatkozások
- Aranyosi Lajos. World Referee. [2012. október 11-i dátummal az eredetiből archiválva]. (Hozzáférés: 2011. április 8.)
- Aranyosi Lajos. footballzz.com. (Hozzáférés: 2011. április 8.)
- Aranyosi Lajos. scoreshelf.com. [2016. március 11-i dátummal az eredetiből archiválva]. (Hozzáférés: 2011. április 8.)
- Aranyosi Lajos. eu-football.info. (Hozzáférés: 2013. július 16.)
- Aranyosi Lajos játékvezetői adatlapja a Nemzeti Labdarúgó Archívum oldalán